# شترمرغ آمریکایی داروین
شترمرغ آمریکایی داروین (نام علمی: Pterocnemia pennata) نام یک گونه از سرده شترمرغ‌های آمریکایی است.
این پرنده در جنوب شرقی پرو، جنوب غربی بولیوی، شمال غربی آرژانتین و شمال شیلی زندگی می‌کند.